# HD 173417
HD 173417 é uma estrela de magnitude 6 na constelação de Lyra, a cerca de 169 anos-luz de distância da Terra. É uma estrela gigante branca ou subgigante amarelada do tipo espectral F1III-IV. E tem consequentemente uma temperatura de superfície de 6.000 a 7.500 Kelvin e é mais quente, maior, e várias vezes mais brilhante do que o Sol.